# Katastrofa lotu United Airlines 173
Katastrofa lotu United Airlines 173 – katastrofa lotnicza, która wydarzyła się 28 grudnia 1978 roku. Douglas DC-8 (nr rej. N8082U) linii lotniczych United Airlines (lot nr 173), lecący z Nowego Jorku do Portland z międzylądowaniem w Denver rozbił się na przedmieściach Portland. W katastrofie zginęło 10 osób ze 189 znajdujących się na pokładzie.

## Przebieg lotu

### Samolot i załoga
Maszyna wystartowała z Denver do Portland o godzinie 14:47 czasu Zachodniego Wybrzeża (lokalny czas lotniska docelowego). Czterosilnikowym Douglasem DC-8-61 dowodził doświadczony 51-letni kapitan Malburn McBroom, weteran II wojny światowej, drugim pilotem był Roderick Beebe, a mechanikiem pokładowym Forest Mendelhall. Na pokładzie było 181 pasażerów i 8 członków załogi. W momencie startu z Denver w zbiornikach samolotu znajdowało się ok. 46 700 funtów (21 180 kg) paliwa; ilość potrzebną na dolot do Portland załoga oszacowała na 31 000 funtów (14 060 kg).

### Katastrofa
Tuż po 17:00 maszyna podchodziła do lądowania w Portland; planowe lądowanie miało nastąpić o 17:13. O godzinie 17:10 w trakcie końcowego podejścia piloci wypuścili podwozie. W tym momencie rozległ się stłumiony huk, któremu towarzyszył nagły wstrząs struktury płatowca, wymagający od pilotującego maszynę McBrooma korekty kursu samolotu. Kapitan dostrzegł, że kontrolka zablokowania prawego podwozia głównego zachowuje się niewłaściwie: powinna sygnalizować albo brak wysunięcia podwozia (czerwone światło), albo prawidłowe wysunięcie i zablokowanie (światło zielone), tymczasem kontrolka zaczęła pulsować. Piloci postanowili przerwać lądowanie i sprawdzić stan podwozia. Po zgłoszeniu sytuacji awaryjnej, kontrolerzy polecili wzbić się na 5000 stóp i utrzymywać wysokość krążąc nad przedmieściami Portland na południowy wschód od lotniska do czasu rozwiązania problemu.
Mechanik pokładowy udał się do części pasażerskiej i sprawdził wysunięcie podwozia wizualnie (na górnej powierzchni skrzydeł DC-8 znajdują się niewielkie, widoczne z wnętrza maszyny bolce, wysuwające się nieznacznie ponad powierzchnię skrzydła, gdy podwozie jest opuszczone). Widząc w świetle latarki wysunięty bolec na prawym skrzydle, mechanik zgłosił kapitanowi, że podwozie jest opuszczone. Jednak McBroom dalej był zaniepokojony: podwozie było opuszczone, ale nie wiedział czy było prawidłowo zablokowane i martwił się, że podczas przyziemienia prawe podwozie główne może się złożyć, doprowadzając do rozbicia samolotu. Podczas gdy samolot krążył nad Portland, kapitan skupił się na ustalaniu stanu podwozia, dyskutował również z załogą, przełożoną personelu pokładowego i kontrolą lotów nad przeprowadzeniem lądowania awaryjnego i ewakuacji po lądowaniu. Załoga połączyła się również radiowo z personelem naziemnym United Airlines, dyskutując o różnych sposobach na zweryfikowanie stanu podwozia. Kapitan oszacował, że lądowanie awaryjne nastąpi mniej więcej o 18:05.
O godzinie 18:06 mechanik pokładowy poinformował McBrooma, że zaraz zgaśnie silnik nr 4 (prawy zewnętrzny); samolot wychodził wtedy z ostatniego okrążenia nad Portland i kierował się w stronę lotniska. Zdziwiony kapitan zapytał: Dlaczego? Pierwszy oficer odpowiedział zwięźle: Paliwo. Samolot znajdował się w tym czasie 19 mil morskich (ok. 35 km) od progu pasa startowego.
Zaskoczony krytycznym poziomem paliwa, McBroom skierował maszynę na lotnisko. Mimo wysiłków mechanika pokładowego o godzinie 18:08 zgasł też silnik nr 3 (prawy wewnętrzny). O 18:13 posłuszeństwa odmówiły silniki 1 i 2; samolot zaczął opadać lotem szybowym na gęsto zaludnione przedmieścia Portland. Kapitan od razu zdał sobie sprawę, że maszyna nie dotrze na lotnisko i zaczął poszukiwać miejsca, gdzie mógłby awaryjnie posadzić DC-8. Wybrał nieoświetlony, niezamieszkany fragment terenu, starając się uniknąć za wszelką cenę lądowania awaryjnego wśród domów i bloków mieszkalnych (samolot przemknął o zaledwie kilka metrów ponad jednym z takich bloków). Niestety ów fragment okazał się niewielkim, gęsto zadrzewionym laskiem. McBroom walczył desperacko do samego końca, próbując nawigować samolotem między drzewami, jednak ostatecznie DC-8 uderzył w jedno z drzew. Wbiło się ono w kadłub tuż za fotelem pierwszego oficera i przedarło się przez znaczną długość kadłuba, zabijając mechanika pokładowego, przełożoną personelu pokładowego i ośmiu pasażerów, siedzących po prawej stronie z przodu maszyny; 24 osoby, głównie pasażerowie znajdujący się w tej części samolotu, jak również kapitan i pierwszy oficer, zostały ranne. W zderzeniu z innymi drzewami kadłub i skrzydła samolotu zostały rozerwane na kilka części. Z uwagi na brak paliwa nie doszło do pożaru; wielu ocalałych pasażerów opuściło wrak maszyny o własnych siłach przez dziury w strukturze kadłuba.

## Przyczyny
Podczas badania szczątków rozbitej maszyny okazało się, że prawe podwozie główne było prawidłowo zablokowane; samolot mógł bezpiecznie wylądować. Mechanizm opuszczający podwozie był skorodowany i gdy pierwszy oficer opuścił podwozie przed lądowaniem, rozpadł się na kilka części z głośnym hukiem. Podwozie w samolocie jest zaprojektowane tak, że w przypadku awarii wysuwa się i zablokowuje grawitacyjnie; tak też stało się w tym przypadku, jednak opadające swobodnie podwozie zablokowało się z gwałtownym szarpnięciem, powodującym odczuwalny wstrząs całej maszyny. To gwałtowne szarpnięcie uszkodziło elektroniczny obwód sygnalizacyjny; wobec uszkodzenia obwodu, lampka kontrolna w kokpicie zaczęła pulsować. Nie mając pewności czy podwozie jest zablokowane, kapitan zdecydował się przerwać podejście i zbadać stan podwozia.
Decyzja o przerwaniu podejścia była słuszna, jednak później kapitan popełnił istotny błąd: zamiast rozdzielić odpowiednio obowiązki między personel w kokpicie, tak by jedna osoba śledziła wskazania aparatury pokładowej i odpowiednio kontrolowała lot samolotu, McBroom zaangażował całą załogę w poszukiwanie rozwiązania problemu z podwoziem. W efekcie załoga nie śledziła, jak szybko maszyna spala zapas paliwa.
W krytycznej sytuacji zorientował się Mendelhall; śledząc wskazania swoich przyrządów, zdał sobie sprawę, że paliwo osiąga krytycznie niski pułap. Próbował zwrócić uwagę kapitana, ten jednak był pochłonięty awaryjnym lądowaniem, ewakuacją pasażerów i ciągle próbował zweryfikować stan podwozia. W pewnym momencie również drugi pilot próbował zwrócić uwagę kapitana, również bez powodzenia. Pewną rolę odegrały też wskaźniki paliwa: mechanik pokładowy miał na swoim panelu dokładne wskaźniki dla każdego z silników (złota zasada głosi, że każda jednostka napędowa jest zasilana paliwem z innego źródła, jedynie w sytuacji krytycznej można tę zasadę złamać; każdy silnik DC-8 miał swój zbiornik paliwa), natomiast kapitan miał przed sobą wskaźnik podający łączną ilość paliwa we wszystkich zbiornikach, tzw. totalizer. Wskazania totalizera przedstawiane były w postaci tysięcy funtów paliwa; widząc na totalizerze wskazanie 001, McBroom sądził, że ma w zbiornikach co najmniej 1000 funtów paliwa (prawie pół tony), jednak Mendelhall widział na swoich wskaźnikach, że w istocie jest to nie więcej niż 1000 funtów – a więc zbyt mało, by bezpiecznie dotrzeć do lotniska. Kapitan mógł nie zdawać sobie sprawy z tej krytycznej różnicy, gdyż samolot przed lądowaniem zawsze miał w zbiornikach spory zapas paliwa (dodatkowo pojawia się tu kwestia czułości owych wskaźników; zwłaszcza przy bardzo małych ilościach paliwa podawały one czasem fałszywie zawyżone ilości). Tym niemniej poważnym błędem McBrooma było to, że dopuścił do sytuacji, w której samolot w czasie lotu miał w zbiornikach minimalną ilość paliwa.

## Skutki
W początkowych latach rozwoju lotnictwa cywilnego badania katastrof lotniczych skupiały się na awariach mechanicznych jako przyczynach katastrof; bardzo niewiele miejsca poświęcano badaniom wpływu czynnika ludzkiego na przebieg tychże. Nawet jeżeli do katastrofy doprowadził błąd pilota – praktycznie nie rozważano, dlaczego pilot popełnił ten błąd.
Przełomem w badaniach przyczyn katastrof lotniczych była katastrofa lotu Eastern Air Lines 401 29 grudnia 1972. W tym przypadku okazało się, że jedynym elementem mechanicznym, jaki zawiódł, była warta kilkadziesiąt centów żaróweczka; do katastrofy doprowadził błąd ludzki. Jednak komisja nie poprzestała na prostym stwierdzeniu o błędzie pilota: badacze postanowili ustalić, dlaczego do tego błędu doszło. Zaczęto studiować wpływ czynnika ludzkiego na bezpieczeństwo lotów pasażerskich.
Bardzo szybko okazało się, że potrzebne są daleko idące zmiany. Wielu kapitanów pracujących dla linii lotniczych było dawnymi pilotami wojskowymi; wnosili oni do swojej pracy wojskowe metody i przyzwyczajenia. W czasie lotu to oni autorytatywnie podejmowali wszystkie istotne decyzje, nie zważając na opinię innych członków załogi, a lot pasażerski traktowali jak kolejną wojskową misję, którą trzeba wykonać za wszelką cenę bez względu na okoliczności: wielokrotnie podejmowali np. próby lądowania w niesprzyjających warunkach atmosferycznych, co często kończyło się tragiczną kraksą. FAA postanowiła podjąć próbę wprowadzenia długofalowych zmian celem poprawy bezpieczeństwa.
Kolejną tragiczną datą w historii lotnictwa cywilnego, która jeszcze bardziej uwidoczniła potrzebę zmian, była niedziela, 27 marca 1977. Na Teneryfie doszło wtedy do kolizji dwóch jumbo-jetów; śmierć poniosły 583 osoby. Jak się okazało, kapitan jednego z samolotów podjął decyzję o starcie, choć mechanik pokładowy usiłował go ostrzec, że na pasie startowym może znajdować się inny samolot. Katastrofa lotu nr 173 miała w istocie identyczną przyczynę: drugi pilot i mechanik pokładowy zorientowali się w krytycznej sytuacji, ale z uwagi na brak odpowiedniej komunikacji między członkami załogi nie zdołali właściwie przekazać tej informacji kapitanowi (w obu przypadkach maszyny pilotowali bardzo doświadczeni i szanowani piloci, co sprawiło, że pozostali członkowie załogi starali się unikać zachowania, które mogłoby być odebrane jako nadszarpnięcie autorytetu doświadczonego pilota).
Po katastrofie lotu nr 173 linie United Airlines jako pierwsze wprowadziły do szkolenia program określany jako CRM (Cockpit/Crew Resource Management). Podczas szkolenia uczono pilotów, jak właściwie i efektywnie współpracować w czasie lotu, zwłaszcza podczas sytuacji awaryjnej; kapitan nadal pozostawał osobą odpowiedzialną za podjęcie kluczowych dla bezpieczeństwa lotu decyzji, ale pozostali członkowie załogi ściśle współpracowali z nim przez cały czas lotu, aktywnie przekazując istotne informacje bądź nawet, jeśli sytuacja tego wymaga, korygując i zmieniając decyzje kapitana. Wszystkie decyzje miały zapadać demokratycznie, a kapitan musiał brać pod uwagę wszelkie uwagi i poprawki zgłaszane przez pozostałych członków załogi; różnica wieku, doświadczenia czy stażu pracy nie miała znaczenia. Obecnie jedynie nieliczne linie na świecie nie przewidują w trakcie szkolenia pilotów treningu w zakresie CRM.
Winą za katastrofę lotu 173 obarczono kapitana Malburna McBrooma; feralny lot okazał się być jego ostatnim. Po katastrofie zawieszono jego licencję pilota liniowego; pracował jeszcze jakiś czas w liniach United, szybko jednak porzucił pracę biurową i przeszedł na wcześniejszą emeryturę. Zmarł 9 października 2004.
Katastrofę lotu United 173 przedstawiono w jednym z odcinków serialu Katastrofa w przestworzach – Feralne podwozie (Out Of Time).

## Podobne katastrofy i incydenty lotnicze
- Katastrofa lotu Eastern Air Lines 401
- Katastrofa lotnicza na Okęciu (1980)
- Szybowiec z Gimli
- Awaryjne lądowanie lotu Air Transat 236
- Katastrofa lotu Tuninter 1153
- Awaryjne lądowanie lotu PLL LOT 016
- Katastrofa lotnicza na Teneryfie